# NGC 6045A
NGC 6045A (другие обозначения — UGC 10177, DRCG 34-82, MCG 3-41-88, Arp 71, ZWG 108.112, IRAS16028+1753, PGC 57031) — спиральная галактика с перемычкой (SBc) в созвездии Геркулес.
Этот объект входит в число перечисленных в оригинальной редакции «Нового общего каталога», а также включён в атлас пекулярных галактик.